# Tangente (trigonométrie)
Pour les articles homonymes, voir Tangente et Tan.
La tangente est une fonction trigonométrique fondamentale. Elle est notée {\displaystyle \tan } et était auparavant notée {\displaystyle \operatorname {tg} }.

## Définitions

### Par rapport au triangle rectangle
Dans un triangle {\displaystyle ABC} rectangle en {\displaystyle C}, la tangente de l'angle {\displaystyle {\widehat {A}}} est le rapport entre le côté opposé à {\displaystyle A} et le côté adjacent à {\displaystyle A} :
{\displaystyle \tan {\widehat {A}}={\frac {BC}{AC}}}.
Pour se le rappeler, on utilise fréquemment le sigle mnémotechnique « TOA » :
{\displaystyle \mathrm {tangente} ={\frac {\mathrm {oppos{\acute {e}}} }{\mathrm {adjacent} }}}.

### Par rapport au cercle trigonométrique

Représentation géométrique des valeurs des fonctions trigonométriques d'un angle.

La tangente d'un angle {\displaystyle \theta } est la longueur du segment de la tangente au cercle trigonométrique qui intercepte l'axe des abscisses.
Par rapport aux autres fonctions trigonométriques : la fonction tangente est le rapport entre la fonction sinus et la fonction cosinus :
{\displaystyle \tan \theta ={\frac {\sin \theta }{\cos \theta }}}.
On remarque que cette fonction n'est pas définie pour des valeurs où le cosinus de l’angle s'annule, correspondant aux cas limites où la tangente est parallèle à la droite interceptrice.

## Applications

Représentation d'un triangle rectangle en.

Principe de la mesure au télémètre à parallaxe.

Dans un triangle rectangle, la fonction tangente permet de déterminer la longueur d'un côté de l'angle droit connaissant un angle et la longueur d'un des autres côtés. Ceci est utilisé pour la mesure optique de longueurs. Par exemple, avec un télémètre à parallaxe, la distance {\displaystyle D} d'un objet observé est déterminée à partir de la distance {\displaystyle L} séparant entre deux lunettes d'observation et de l'angle {\displaystyle \theta } d'observation, déterminé en faisant coïncider les images des deux lunettes en faisant pivoter un miroir :
{\displaystyle D=L\times \tan \theta }
La tangente est également une manière d'exprimer la mesure d'un angle : lorsque l'on exprime une pente en pourcents (%), cela correspond à la tangente de l'angle de plus grande pente par rapport à l'horizontale, multipliée par cent.

## Fonction tangente

Représentation graphique de la fonction tangente.

### Propriétés
La fonction tangente est une fonction réelle qui est :
- périodique, de période {\displaystyle \pi } : {\displaystyle \tan(\theta +k\pi )=\tan \theta } pour tout {\displaystyle k} entier relatif ;
- impaire : {\displaystyle \tan(-\theta )=-\tan \theta } ;
- elle s'annule en 0 et donc, du fait de sa périodicité, pour tous les multiples entiers de {\displaystyle \pi } : {\displaystyle \tan k\pi =0} pour tout {\displaystyle k} entier relatif ;
- elle présente des asymptotes verticales aux valeurs {\displaystyle \theta ={\frac {\pi }{2}}+k\pi } pour tout {\displaystyle k} entier relatif :

{\displaystyle {\begin{cases}\lim \limits _{\theta \to (\pi /2)^{-}}\tan \theta =+\infty \\\lim \limits _{\theta \to (\pi /2)^{+}}\tan \theta =-\infty \end{cases}}} ;
- sa dérivée est le carré de la fonction sécante : {\displaystyle \tan '\theta =\sec ^{2}\theta ={\frac {1}{\cos ^{2}\theta }}=1+\tan ^{2}\theta }
- si un angle {\displaystyle \theta } est exprimé en radians, alors pour les faibles valeurs de {\displaystyle \theta }, on a :
{\displaystyle \tan \theta \simeq \theta } (voir la section Développement limité ci-dessous).

En appliquant la formule d'Euler, on a :
{\displaystyle \tan \theta ={\frac {\mathrm {e} ^{\mathrm {i} \theta }-\mathrm {e} ^{-\mathrm {i} \theta }}{\mathrm {i} (\mathrm {e} ^{\mathrm {i} \theta }+\mathrm {e} ^{-\mathrm {i} \theta })}}}
La fonction réciproque est la fonction arc tangente, notée {\displaystyle \arctan } ; certaines calculatrices la notent {\displaystyle \operatorname {atan} }.
L'inverse de la fonction tangente est la fonction cotangente, notée {\displaystyle \cot } (parfois {\displaystyle \operatorname {cotan} } ou {\displaystyle \operatorname {cotg} }) :
{\displaystyle {\frac {1}{\tan \theta }}=\cot \theta ={\frac {\cos \theta }{\sin \theta }}}

### Développement limité
Le développement limité de la fonction tangente en zéro est :
{\displaystyle \tan x=x+{\frac {x^{3}}{3}}+{\frac {2x^{5}}{15}}+{\frac {17x^{7}}{315}}+\ldots +{\frac {(-1)^{n}\cdot 2^{2n}\cdot (1-2^{2n})\cdot B_{2n}}{(2n)!}}\cdot x^{2n-1}+o(x^{2n})},
où les {\displaystyle B_{2n}} sont les nombres de Bernoulli.
Le calcul des coefficients du développement limité peut également s'obtenir par la transformation du boustrophédon.

### Calcul numérique
Le calcul de la tangente se fait par série, mais plutôt que d'utiliser le développement limité par série de Taylor, qui utilise de nombreuses multiplications, on préfère l'algorithme CORDIC.

## Tangente avec un argument complexe
Les racines de l'équation {\displaystyle \cos z=0} sont les nombres {\displaystyle \left(n+{\frac {1}{2}}\right)\pi } ({\displaystyle n\in {\mathbb {Z}}}). On pose
{\displaystyle \tan z:={\frac {\sin z}{\cos z}}} pour tout complexe {\displaystyle z\notin \left(\mathbb {Z} +{\frac {1}{2}}\right)\pi }.
Cette fonction prolonge aux valeurs non réelles de {\displaystyle z} la fonction tangente pour {\displaystyle x} réel. Elle est analytique sur l'ouvert où elle est définie.
Utilisant la technique de développement en éléments simples d'une fonction méromorphe, on peut trouver la série infinie :
{\displaystyle \tan(z)=-\sum _{k=0}^{\infty }\left({\frac {1}{z-\left(k+{\frac {1}{2}}\right)\pi }}+{\frac {1}{z+\left(k+{\frac {1}{2}}\right)\pi }}\right)=\sum _{n=0}^{\infty }{\frac {-2z}{z^{2}-\left(n+{\frac {1}{2}}\right)^{2}\pi ^{2}}}=\sum _{n=0}^{\infty }{\frac {-8z}{4z^{2}-(2n+1)^{2}\pi ^{2}}}}.